# 주앙 (삼국지)
주앙(周昂, ? ~ ?)은 중국 후한 말의 인물로 양주 회계군 사람이다. 원소를 도와 원술에게 저항하였다.

## 생애
반동탁 연합군은 원소와 원술의 양 진영으로 분열하여 싸웠다. 191년(초평 2년) 원소에 의해 예주자사에 임명되어 형제 주흔, 주우와 함께 원술의 예주를 취하려 했지만 기존의 예주자사 손견에게 패하였다. 193년 원술이 수춘(壽春)으로 근거지를 옮긴 후 손분을 보내 주앙을 공격하였다. 당시 원소에 의해 구강태수로 있었는데 주우의 원군에도 불구하고 음릉(陰陵)에서 패하였다. 이외의 행적은 기록이 없어 알 수 없다.

## 가계
- 형제 : 주흔, 주우

## 같이 보기
- 삼국지 인물 목록

## 참고 문헌
- 《삼국지》51권 오서 제6 손분